# Зеленкин, Виталий Афанасьевич
Виталий Афанасьевич Зеленкин (род. 30 марта 1944 года, с. Тауш, Чернушинский район, Пермская область) — российский государственный деятель, член Совета Федерации.

## Биография
Образование высшее, закончил Пермский политехнический институт по специальности инженер-механик по летательным аппаратам, кандидат технических наук, доцент. Директор регионального отделения Международного фонда содействия приватизации и иностранным инвестициям, города Пермь. Председатель Комитета Совета Федерации по вопросам экономической реформы, собственности и имущественных отношений. Член Комиссии Совета Федерации от Пермской области, по Регламенту и парламентским процедурам.